# Balatonőszöd
Balatonőszöd là một thị trấn thuộc hạt Somogy, Hungary. Thị trấn này có diện tích 15,08 km², dân số năm 2010 là 512 người, mật độ 34 người/km².